# 芫花素
芫花素（英语：Genkwanin）是一种芹菜素衍生的O-甲基化黄酮，为许多抗炎活性的草药中主要活性成分。提取自瑞香料植物芫花中，也存在于普通赤杨的种子等。